# Деріндже
Деріндже (тур. Derince) — місто в Туреччині.               

## Історія
Заснування міста почалося у 1890 році з будівництвом морського порту. Багато людей приїжджали в регіон, щоб працювати над будівництвом порту для порту, яке було розпочато німцями. У порту, який почав функціонувати в 1904 році, працівники почали будувати свої будинки по одному. Місто отримало розвиток після іміграції до нього населення з Кавказу та Криму. Сьогодні Деріндже - це портове місто яке приймає вантажи з України, Болгарії та Грузії. 

## Порт
Порт Safiport Derince знаходиться в 59 км від аеропорту Sabiha Gökçen, 85 км від центру міста Стамбул і 10 км від центру міста Ізміт. Окрім морських перевезень, він забезпечує легкий доступ до залізничних та вантажних перевезень внутрішніми та міжнародними автомобільними дорогами загального сполучення.